# Вдовичка сапфірова
Вдовичка сапфірова (Vidua hypocherina) — вид горобцеподібних птахів родини вдовичкових (Viduidae).

## Поширення
Вид поширений в Східній Африці. Трапляється в Ефіопії, Кенії, Сомалі, Південному Судані, Танзанії та Уганді. Живе у сухій савані та лісах міомбо.

## Опис
Дрібний птах, завдовжки 10–11 см, вагою 11-13 г. Це стрункий на вигляд птах, із закругленою головою, міцним і конічним дзьобом, загостреними крилами та хвостом з квадратним закінченням. Самці чорні з синюватим металевим відблиском на потилиці, спині, грудях і стегнах, лише махові пера та кінчик хвоста коричневі. Чотири центральних пера хвоста у шлюбний період виростають до 30-32 см завдовжки і теж стають коричневого кольору. На боках тіла є біла пляма, яку видно лише під час розмахування крилами. У самиць верхня частина тіла світло-коричнева, горло та груди сірі. Над очима є світло-сірі брови. В обох статей очі коричневого кольору, а ноги світло-чорнуватого кольору, а дзьоб темно-сірого кольору.

## Спосіб життя
Поза сезоном розмноження трапляється у змішаних зграях з астрильдовими і ткачиковими. Живиться насінням трав, яке збирає на землі. Рідше поїдає ягоди, дрібні плоди, квіти, комах.

## Розмноження
Сезон розмноження триває з травня-червня до вересня. Гніздовий паразит. Підкидає свої яйця у гнізда астрильдів Estrilda erythronotos та Estrilda charmosyna. За сезон самиці відкладають 2-4 яйця. Пташенята вилуплюються приблизно через два тижні після відкладення: вони народжуються сліпими і немічними. Вони мають мітки на сторонах рота і горла, ідентичні тим, як у пташенят астрильдів, внаслідок чого їх не можна відрізнити. Пташенята ростуть разом з пташенятами прийомних птахів, слідуючи їхньому циклу росту. Вони залишають гніздо через три тижні після вилуплення, але незалежними стають до півторамісячного віку. Часто ці пташенята залишаються у зграї своїх прийомних батьків.